# Manhattan (paquebot)
Le Manhattan est un paquebot américain mis en service en 1932 pour le compte des United States Lines. Construit à Camden par la New York Shipbuilding Corp., il est alors le premier gros paquebot construit aux États-Unis depuis 1905, et le plus gros construit dans ce pays, bien qu'il soit de taille très modeste comparé aux paquebots étrangers. Il est rejoint dès 1933 par un jumeau, le Washington.
Tous deux assurent à l'origine un service entre Hambourg et New York, mais leur route est modifiée, au départ de Gênes, lorsque l'Allemagne  entre en guerre, en 1939. Lorsque l'Italie rejoint à son tour le conflit, le Manhattan et son jumeau sont déplacés sur une route plus sûre, entre New York et San Francisco par le canal de Panama.
En juin 1941, le gouvernement américain décide de l'affréter pour deux ans. Lorsque le pays entre en guerre au mois de décembre suivant, le navire, renommé USS Wakefield, est utilisé comme transport de troupes. Le provisoire devient définitif en 1942, lorsque le navire brûle accidentellement. Il doit alors être totalement refondu, et est désormais perpétuellement destiné à occuper des fonctions militaires. Dès 1946, il est retiré du service et mis au repos. Rayé des registres en 1959, il est finalement vendu à des démolisseurs en 1965.